# Simone Weber
Simone Weber (* 11. November 1859 in Denno im Val di Non; † 5. April 1945 ebenda) war ein italienischer katholischer Priester und Lokalhistoriker des Trentino.

## Leben
Nach dem Besuch des Priesterseminars in Trient wurde er 1884 zum Priester geweiht und war anschließend seelsorgerisch in Vermiglio, Baselga di Piné und Cavedago tätig. 1892 wurde er Prior von S. Martino in Trient, was er bis 1944 blieb, als seine Kirche bei einem Bombenangriff zerstört wurde. Hier hatte er sich ganz seinen Studien zur Geschichte, Kirchengeschichte und Kunstgeschichte des Trentino widmen können.
Zwischen 1930 und 1942 verfasste er für den Thieme-Becker etwa ein Dutzend Artikel.
Simone Weber war Mitglied der Accademia Roveretana degli Agiati und Mitarbeiter zahlreicher lokaler Zeitungen und Zeitschriften, wie der Studi Trentini deren Leitung er von 1901 bis 1912 innehatte. Auf seine Initiative entstand 1905 der nach wie vor erscheinende Jahresalmanach Strenna Trentina, deren Herausgabe er bis 1921 leitete. Letztere war als Almanach der bäuerlichen Bevölkerung gedacht, mit Angaben zu Saatzeiten, Mondkalender, Terminen von Märkten und bäuerlichen Jahrmärkten, das Ganze bereichert mit historischen und kulturellen Beiträgen und zu Beginn der 1920er Jahre etwa 10.000 Leser erreichte.
Die ideologisch geprägten Publikationen Webers standen bewusst im Gegensatz zu den laizistischen Veröffentlichungen liberaler und sozialistischer Kreise des Trentino. Bis 1918 standen sie aber auch gegen die deutschnationalen Bestrebungen in dem damals zum Kronland Tirol der österreichisch-ungarischen Monarchie gehörenden Land.
Die Arbeiten Webers zeichnen sich im Stile des 19. Jahrhunderts durch die minutiöse Aufarbeitung von Archivquellen aus, wobei er sich zunächst auf bislang eher vernachlässigte Bereiche der lokalen Geschichte konzentrierte. Erst ab den 1920er Jahren, begann er sich auch für kunstgeschichtliche Themen zu interessieren. Aus seiner Korrespondenz mit Alcide De Gasperi geht sein Misstrauen gegenüber dem Faschismus hervor. In der Diözese Trient bedeckte er verschiedene Ämter, unter anderen war er seit 1933 Ehrenkanoniker und ab 1942 Kommissar für die Bibliotheken und Archive der Diözese. Große Teile seines in Trient verbliebenen Privatarchivs sind bei der Flutkatastrophe im November 1966 verloren gegangen.

## Veröffentlichungen (Auswahl)
- Vita del Beato Stefano Bellesini agostiniano da Trento. Tipografia del Comitato Diocesano, Trient 1904.
- I Maestri Comacini a Trento. In: Rivista Tridentina, Band VIII, Trient 1908.
- Artisti trentini ed artisti che operarono nel Trentino. Artigianelli, Trient 1933.
- I vescovi suffraganei della chiesa di Trento. Ardesi, Trient 1932.
- Memorie del Borgo e del Priorato di S. Martino in Trento. Artigianelli, Trient 1934.
- La Pieve di Denno e le sue chiese filiali. Artigianelli, Trient 1935.
- L’abazia benedettina di S. Lorenzo a Trento. Ardesi, Trient 1936.
- Le chiese della Val di Sole nella storia e nell’arte. (1) Artigianelli, Trient 1936.
- Le chiese della Valle di Non nella storia e nell’arte. Artigianelli, Trient 1937.
- Le chiese della Valle di Non nella storia e nell’arte. 2: I decanati di Cles e di Fondo. Artigianelli, Trient 1937.
- Le chiese della Valle di Non nella storia e nell’arte. 3: I decanati di Taio, Denno e Mezzolombardo. Artigianelli, Trient 1938.
- Il Concilio di Trento. Artigianelli, Trient 1943.
- La prepositura Agostiniana di S. Michele all’Adige. Trient 1978.[3]